# 古賀琢麻
古賀 琢麻（こが たくま、1977年3月16日 - ）は、愛知県名古屋市出身のFAST TRACK RACING及び、JOEY GASE MOTORSPORTS所属の日本人NASCAR　レーシングドライバー。
愛知県名古屋市出身。

## 略歴
愛知県名古屋市に生まれ、幼稚園の卒業文集には既にレーサーになると決めていた。
当時のレーシングカートのライセンスが取得できる年齢である12歳までに、レース資金に必要な100万円を10歳から働いていた新聞配達で資金貯め、12歳からレーシングカート活動を開始。
2000年度から、夢であったNASCARシリーズに参戦。渡米した初年度には、全米で最も観客を沸かせたHARD CHAGER AWRD
2005年　アジア人として初の全米オールスター戦出場
2006-2016年　レースから距離を置き、シボレー社の開発ドライバーを経験
2017年　NASCAR K&Nシリーズに復帰
2018年　NASCAR歴史上初となる、アジア人として年間ランキングTOP10以内の9位
2022年　自身キャリアハイとなる、年間ランキング6位
2024年　年間ランキング7位/80名中
2025年　年間ランキング5位／　2025/05/22現在
2025年5月17日ミシガン州FLAT ROCK戦にて、NASCAR創設77年の歴史上でアジア人初の3位ポディウムフィニッシュ獲得

## レース歴
- 1992～1998 : レーシングカート
- 1998～1999 : フォーミュラートヨタ
- 2000 : NASCAR WEEKLY RACING SERIES (ハードチャージャーアワード受賞)
- 2001 : NASCAR RAYBESTOS NORTHWEST SERIES
- 2002 : NASCAR Winston west
- 2003 : NASCAR Winston west
- 2004 : NASCAR Grand National Division
- 2005 : NASCAR Grand National Division　全米オールスター戦出場
- 2006 : NASCAR Grand National Division
- 2007 : NASCAR WEST COAST PRO TRUCKS 年間シリーズランキング３位
- 2008 : NASCAR WEST COAST PRO TRUCKS 年間シリーズランキング３位
- 2009～: CHEVROLET RACING タイヤ開発テストドライバー
- 2016 : NASCAR K&N PRO SERIES　(JKR CHEVROLET RACING) 4レースのみのスポット参戦
- 2017 : NASCAR K&N PRO SERIES　(JKR CHEVROLET RACING) 年間ドライバーズランキング13位
- 2018 : NASCAR K&N PRO SERIES　(JKR CHEVROLET RACING) 年間ドライバーズランキング9位
- 2019 : NASCAR K&N PRO SERIES　(PP1M / CKB TOYOTA RACING) 年間ドライバーズランキング8位
- 2020 : NASCAR ARCA SERIES　(PP1M / CKB TOYOTA RACING) 年間ドライバーズランキング7位
- 2021 : NASCAR ARCA SERIES　(JERRY PITTS / CKB TOYOTA RACING) 年間ドライバーズランキング8位
- 2022 : NASCAR ARCA SERIES　(JERRY PITTS / CKB TOYOTA RACING) 年間ドライバーズランキング6位
- 2023 : NASCAR ARCA SERIES　(JERRY PITTS / CKB TOYOTA RACING) 年間ドライバーズランキング9位
- 2024 : NASCAR ARCA SERIES　(JERRY PITTS / CKB TOYOTA RACING) 年間ドライバーズランキング7位
- 2025 : NASCAR ARCA SERIES　(FAST TRACK / CKB TOYOTA RACING)
- 2025 : NASCAR XFINITY SERIES　(JOEY GASE TOYOTA RACING)